# Siggi Gerhard-Swingtett

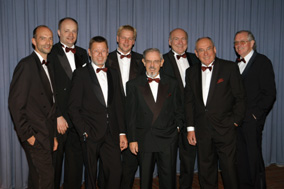
Das Siggi Gerhard-Swingtett (2006)

Das Siggi Gerhard-Swingtett wurde 1953 vom Klarinettisten Siggi Gerhard (1930–2020) und vom Gitarristen Hilbert Homberg (1931–2013) in Dortmund gegründet und bestand bis 2013. Damals war es die älteste noch aktive Swing-Formation in Deutschland.

## Geschichte
Gerhardt und Homberg spielten bereits seit 1945 zusammen. Das 1953 gegründete Ensemble hatte 1958 seinen Durchbruch, als es zum Jazzfestival Frankfurt eingeladen wurde. Im selben Jahr entstanden erste Plattenaufnahmen. Im Weiteren trat es bei den Ruhrfestspielen auf und gab auch Konzerte mit dem Orchester von Kurt Edelhagen. Die Combo gilt als einer der profiliertesten Vertreter des Swing und fühlt sich besonders Komponisten des Jazz wie Count Basie, Duke Ellington, George Gershwin, Benny Goodman und Cole Porter verpflichtet. Die Werke dieser bedeutenden Vorbilder erklingen in neuen Arrangements, in denen die eigenen Interpretationen des Swingtetts ihren Ausdruck finden. Dabei sind nach dem Jazz Podium „Zusammenspiel und Solistik von beachtlicher Perfektion, ohne dabei jemals in glattes und kalt-routinisiertes Spiel zu verfallen.“
Das Swingtett spielte in der seit Gründung bestehenden, Goodman-orientierten Sextett-Besetzung mit Klarinette (Saxophone, Geige), Gitarre, Vibraphon, Kontrabass, Schlagzeug und Klavier.
Neben den Gründungsmitgliedern, zu denen auch der Vibraphonist Theodor Sevin (1936–2010) gehörte, wurde das Swingtett inzwischen mit hochkarätigen jüngeren Musikern (u. a. Matthias Rumpf (1986–1989), Christoph Neubronner oder Matthias Strucken) besetzt. Mit ihnen konnte die langjährige Tradition der Band fortgeführt werden; zugleich wurden im Mainstream-Jazz neue Akzente gesetzt.
Im November 1999 wurde durch Hinzunahme von Trompete (bzw. Flügelhorn) und Posaune neben der Originalbesetzung das Siggi Gerhard-Swingtett & Brass etabliert. Die neue Brass-Formation und die darin integrierte „klassische" Besetzung bildeten die Grundlage für eine große musikalische und klangliche Vielseitigkeit. Daneben trat die Band auch mit Gastsolisten wie Greetje Kauffeld, Beverly Daley oder Romy Camerun auf.
Nach dem plötzlichen Tod des Mitbegründers Hilbert Homberg im August 2013 und einem Abschiedskonzert im November 2013 in Dortmund wurde die Band offiziell aufgelöst.

## Diskographische Hinweise
- 1991: Siggi Gerhard-Swingtett & Jenny Evans: Live in Concert
- 1996: Siggi Gerhard-Swingtett: Live in Concert
- 1997: Siggi Gerhard-Swingtett: I Got Rhythm
- 1998: Siggi Gerhard-Swingtett & Greetje Kauffeld: Live in Concert
- 2001: Siggi Gerhard-Swingtett & Brass: Take the Ellington
- 2002: Siggi Gerhard-Swingtett & Brass: Fascinating Gershwin
- 2002: Siggi Gerhard-Swingtett & Brass: Cole Porter – Let’s Do It …
- 2003: 50 Jahre Siggi Gerhard-Swingtett
- 2006: Siggi Gerhard-Swingtett & Brass: On the Road live mit Beverly Daley, Gesang
- 2008: 55 Jahre Siggi Gerhard-Swingtett: Swing